# ويليام ويد
ويليام ويد (بالإنجليزية: William Wade)‏ هو صحفي أمريكي، ولد في 1918، وتوفي في 24 مارس 2006.